# GUNDAM THE RIDE
『GUNDAM THE RIDE ‐宇宙要塞A BAOA QU‐』（ガンダム ザ ライド うちゅうようさい ア バオア クー）は、2000年7月20日から2007年1月8日の期間に富士急ハイランドにあった、アニメ『機動戦士ガンダム』の作品世界をもとにしたシミュレーションライド型アトラクション。
観客は脱出ランチ（ライド）に乗り込み、『ガンダム』の世界を駆け抜ける。2006年12月31日をもって営業を終了する予定だったが、さようならイベントが好評だったため、2007年1月8日まで延長された。跡地は現在、『富士飛行社』が営業している。

## 施設概要
- 乗車定員：60名
- 乗車時間：約5分
- 乗車制限：身長110cm以上

## 特徴
- 入口からライドまではコンペイ島（旧ソロモン）内部やサラミス改フジ級スルガ[1]艦内が再現されており、連邦兵の落書きなども見られる。
- 待合室として設定されたスペースでコロニーの案内ビデオを見た後に、脱出用のランチに見立てたライドに座って、3Dアニメーション映像を鑑賞する。
- ア・バオア・クーの戦いを『機動戦士ガンダム』本編とは異なる視点から体験でき、アムロ・レイら本編のキャラクターも登場。
- 出口には「ボール」のオブジェがある。
- 併設の売店「GUNDAM MANIA」は、開店当時は日本最大級のガンダムグッズ専門店で、本作仕様の限定プラモデル「HGUC ジム ガンダム・ザ・ライド ア・バオア・クー[2]」をはじめとする富士急ハイランドオリジナルのガンダムグッズも販売していた。アトラクション終了後も営業は継続され、2007年2月末から次イベントであるガンダムクライシスの営業開始日である7月21日まで休業となった。

## 物語
宇宙世紀0079年12月31日、地球から宇宙へ移民する一団（観客）が、経由地であるコンペイ島（旧ソロモン）の宇宙港に集まっていた。移民たちは係員にうながされ、サラミスを改装したフジ級スルガに乗り込む。
スペースコロニーの案内ビデオを見ながら順調な航海を送るかに見えたが、突然、艦長ヘンケン・ベッケナーより艦内放送が入る。戦闘宙域でないにもかかわらず、ジオン軍の攻撃を受けたのだ。ランチ（ライド）で脱出するよう指示を受け辿り着いた場所は、連邦軍が攻撃を開始した宇宙要塞ア・バオア・クーだった。

## ストーリー進行
機関不調なランチに乗り牽引と護衛を兼ねたジム2機と共に戦艦から脱出し、後方に避難する途中でランチの機関が暴走して最前線に出てしまう。敵MSとの戦闘の合間にガンダムやガンキャノンなどが登場した後、ア・バオア・クー要塞に侵入して護衛のジムが敵MSと戦闘しつつ内部を迷走する。秘密裏に開発設置されていたもう一つのソーラ・レイを発見して破壊するため、ジム1機が内部に残る。爆発からの脱出中にガンダムのラストシューティングを見る。崩壊が始まったア・バオア・クー内部で迷うものの、アムロの声に導かれて無事に脱出し、ペガサス級強襲揚陸艦ブランリヴァルに着艦して生き延びる。そこに、内部に残ったはずのジムからの通信が入る。

## 登場人物
ジャック・ベアード
声 - 福山潤
本作に登場するジムの部隊「ジャック・ザ・ハロウィン隊」の隊長で、階級は少尉。責任感が強い一方、若さゆえの未熟さも目立つ。劇中では「鎌を持ったジャック・オー・ランタン」のエンブレムが施されている、バズーカラックのあるジムに搭乗。
後に『機動戦士ガンダム ファントム・ブレット』にてガンダム試作0号機（ブロッサム）のパイロット、また『機動戦士ガンダム エコール・デュ・シエル』などでエゥーゴの一員として活躍している。
アダム・スティングレイ
声 - 宝亀克寿
「ジャック・ザ・ハロウィン隊」の隊員の一人で、階級は曹長。叩き上げの軍人であり、未熟なジャックをサポートした。劇中では「斧を持ったジャック・オー・ランタン」のエンブレムが施されている、ビームサーベルが2本のジムに搭乗。
ヘンケン・ベッケナー
声 - 小杉十郎太
サラミスの改装艦フジ級スルガの艦長で、階級は少佐。
トーマス少尉
声 - 中村大樹
フジ級スルガの通信士。艦内からジャックたちのサポートを行う。
アブ・ダビア
観客が乗る3号ランチのパイロット。
アヤ・スワンポート
声 - 中山真奈美
ブランリヴァルの通信士。ア・バオア・クーから脱出した一行を温かな声で出迎える。アーケードゲーム『機動戦士ガンダム0083カードビルダー 両雄激突』に登場した際、設定が補強された。
アムロ・レイ
声 - 古谷徹
シャアと対峙する場面が見られる。ランチを盾でカバーしてくれる。
シャア・アズナブル
声 - 池田秀一
ジオングを操り、アムロと激しい戦いを繰り広げている際に遭遇する。
セイラ・マス
声 - 井上瑤
コア・ブースターで登場。ランチと通信をかわし、退避を促す。
カイ・シデン
声 - 古川登志夫
内部突入の前に遭遇し、ジャックやアダムに焦りも見せる。その後は内部へ突入していった模様。
ハロ
声 - 井上瑤
コロニー公社のマスコットキャラクターとして登場。本作以降、ハロは元々コロニー公社のマスコットキャラクターであり、アムロが所有しているのはキャラクターグッズとして発売されたキットをカスタマイズしたものであるという設定が付与された。

## スタッフ
- 監督、コンテ、演出：近藤信宏
- 脚本：北嶋博明
- メカニカルデザイン：大河原邦男、山根公利
- キャラクターデザイン：美樹本晴彦
- 美術設定：池田繁美
- CGディレクター：増尾隆幸
- 特別監修 ：富野由悠季
- 制作：サンライズ
- 企画協力：創通エージェンシー

## 主題歌
「dears」
作詞･作曲 - Gackt.C / 編曲 - Gackt.C、Chachamaru / 唄 - Gackt
CDアルバム『MARS』に収録。

## 備考
- 開業時から数年間、富士急行の高速バスにおいて、1台はRX-78-2 ガンダム、もう1台は量産型ザクを描いた当アトラクションのラッピングバス2台が運行された。
- ゲーム作品では『機動戦士ガンダム ギレンの野望』シリーズでヘンケン、ジャック（声 - 福島潤）、アダムが登場し本作にちなんだ会話イベントが発生する。また、フジ級と同型艦のサラミス後期型も登場する。『機動戦士ガンダム めぐりあい宇宙』では、ア・バオア・クーステージで一定の条件を満たすと、ア・バオア・クーに迷い込んだランチを護衛する、という本アトラクションを再現した展開が発生し、ジャックの乗ったジムが助っ人として登場する。『機動戦士ガンダム カードビルダー』シリーズでは、ジャック、アダム、ヘンケン、トーマス、アヤが登場。特にアヤは名称を含めた設定が追加されるきっかけとなった。また、スルガ乗員を部隊に編成して特定の条件を満たすことで、スルガを母艦として使用することもできる。
- この施設は元々は深海探査船をテーマとしたシミュレーションライド型アトラクション「アングラー」であった。「アングラー」が2000年4月2日に営業終了し、リニューアルされる形で営業を開始したのが当アトラクションである。また、本施設の余剰スペースを利用し、2004年12月23日から2005年10月2日までの期間限定で『ガンダム新体験 グリーンダイバーズ』が公開された。